# Bitka kod Amiensa (1870.)
Bitka kod Amiensa ili bitka kod Villers-Bretonneuxa odigrala se 27. studenog 1870. za vrijeme Francusko-pruskog rata, a završila je pruskom pobjedom.

## Tijek bitke
Kod sela Villers-Bretonneuxa, u okolici Amiensa, 1. pruska armija je pod zapovjedništvom generala Edwina von Manteuffela odbacila francusku Sjevernu armiju generala Jean-Josepha Frédérica Alberta Farrea. Prodirući obalom Oise, njem. 1. armija naišla je na fr. Sjevernu armiju koja je organizirala obranu u široko razmaknutim grupama. Napad I. korpusa na francusko lijevo krilo nije uspeo, ali je VIII. korpus odbacio desno krilo Francuza u Amiens, što je primoralo i lijevo krilo da se u večernjim satima povuče u Corbie. Sjeverna armija je nastavila noću povlačenje prema Arrasu. 